# Marguerite Morel
Jeanne-Pierre-Marie-Marguerite Morel (épouse Dulondel) est une danseuse française née à La Rochelle le 1er avril 1737 et morte en Suède en 1804.

## Biographie
Elle dansa dans la troupe Dulondel à Stockholm, épousa le comédien Louis Dulondel en 1759 et fut la maîtresse du roi Adolphe Frédéric de Suède.
Sa fille Marie-Louise épousa le danseur Louis Gallodier en 1796.